# Верховный правитель Церкви Англии
Верхо́вный прави́тель (англ. Supreme Governor) — титул британского монарха в качестве номинального главы Церкви Англии. Хотя власть монарха над англиканской церковью в значительной степени носит церемониальный характер и в основном соблюдается в символическом качестве, это положение по-прежнему очень важно для церкви. В качестве верховного губернатора монарх официально назначает высокопоставленных членов церкви по совету премьер-министра Соединенного Королевства, который, в свою очередь, действует по совету Комиссии по выдвижению кандидатур короны. С момента принятия Акта об устроении 1701 года все верховные губернаторы являются членами Англиканской церкви.

## История
К 1536 году король Англии Генрих VIII порвал со Святым Престолом, захватил активы католической церкви в Англии и Уэльсе и провозгласил англиканскую церковь установленной церковью с собой в качестве её верховного главы. Акт о супрематии 1534 года подтвердил статус короля как обладателя превосходства над церковью и потребовал от пэров принести присягу, признающую превосходство Генриха. Дочь Генриха VIII Мария I попыталась восстановить верность английской церкви папе и отменила Акт о верховенстве в 1555 году. Елизавета I взошла на престол в 1558 году, и парламент принял Акт о супрематии 1558 года, восстановивший первоначальный акт. Чтобы успокоить критиков, Клятва превосходства, которую должны были принести пэры, давала монарху титул верховного правителя, а не верховного главы церкви. Эта формулировка позволяет избежать обвинений в том, что монархия претендует на божественность или узурпирует Христа, которого Библия прямо определяет как главу церкви.
«Защитник веры» (Fidei Defensor) был частью титула английского (а после Союза Шотландии и Англии — британского) монарха с тех пор, как Генрих VIII получил его от Папы Льва X в 1521 году в знак признания роли Генриха в противостоянии с Протестантской Реформацией. Папа отозвал титул, но позже он был повторно присвоен парламентом во время правления Эдуарда VI.

### Тридцать девять статей
Положение роли монарха признано в предисловии к Тридцати девяти статьям 1562 года.

## Церковь Шотландии
Британский монарх клянется соблюдать конституцию Церкви Шотландии (пресвитерианская национальная церковь), но не занимает в ней руководящего положения. Тем не менее, монарх назначает лорда-верховного комиссара на Генеральную ассамблею церкви Шотландии своим личным представителем с церемониальной ролью. Королева Елизавета II иногда лично исполняла эту роль, например, когда открывала Генеральную Ассамблею в 1977 и 2002 годах (годы её Серебряного и Золотого юбилея).

## Список верховных правителей
| Имя                            | Годы      | Примечания |
| ------------------------------ | --------- | --- |
| Генрих VIII                    | 1531–1547 | Как верховный глава. |
| Эдуард VI                      | 1547–1553 | Как верховный глава. Вместе с Томасом Кранмером авторизовал Книгу общих молитв. |
| Леди Джейн Грей                | 1553      | Как верховный глава. |
| Мария I Английская и Филипп II | 1553–1555 | В качестве верховного главы (с 1554 года пара не использовала титул без законных полномочий до разрешения парламента в 1555 г.). Содействовал католической Реформации в Англии и Уэльсе. |
| Елизавета I                    | 1558–1603 | См. 39 статей англиканского вероисповедания. |
| Яков I                         | 1603–1625 | Авторизованная версия Библии короля Якова. |
| Карл I                         | 1625–1649 | Канонизированный мученик англиканской церкви. |
| Междуцарствие                  | 1649–1660 | |
| Карл II                        | 1660–1685 | На смертном одре обратился в католицизм. |
| Яков II                        | 1685–1688 | Последний католик, занимавший эту должность; он имел его только как установленную законом власть.                                                                                        |
| Мария II                       | 1689–1694 | Царствовала совместно с мужем (и двоюродным братом) Вильгельмом III . |
| Вильгельм III Оранский         | 1689–1702 | Первое царствование совместно с Марией II, 1689—1694. кальвинист. |
| Анна                           | 1702–1714 | Замужем за лютеранским принцем Георгом Датским. |
| Георг I                        | 1714–1727 | Курфюрст Священной Римской империи . Первый протестант в линии, установленной Законом о престолонаследии 1707 года. Лютеранин.                                                           |
| Георг II                       | 1727–1760 | Курфюрст Священной Римской империи. Лютеранин. |
| Георг III                      | 1760–1820 | Глава лютеранской церкви в Ганновере. |
| Георг IV                       | 1820–1830 | Католическая эмансипация, введенная в действие Законом о помощи католикам 1829 года. |
| Вильгельм IV                   | 1830–1837 | |
| Виктория                       | 1837–1901 | Ирландская церковь была упразднена Законом об ирландской церкви 1869 года. |
| Эдуард VII                     | 1901–1910 | |
| Георг V                        | 1910–1936 | Церковь Уэльса была упразднена Законом о валлийской церкви 1914 года. |
| Эдуард VIII                    | 1936      | Вынужден отречься от престола, оформлено Законом Его Величества об отречении от престола 1936 года.                                                                                      |
| Георг VI                       | 1936–1952 | |
| Елизавета II                   | 1952–2022 | Самый долгий стаж, 70 лет. |
| Карл III                       | с 2022    | |